# Пам'ятник Дрентельну

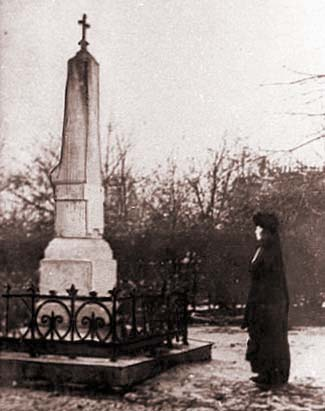
Пам'ятник Дрентельну

Па́м'ятник Дре́нтельну — пам'ятний знак, встановлений у Києві у 1889 році на місці смерті генерал-губернатора Олександра Дрентельна. Стояв на Володимирській гірці. Знесений більшовиками у 1919 році.
Пам'ятник відкрили 15 травня 1889 року на місці смерті генерал-губернатора Олександра Дрентельна. Під час параду, присвяченого 900-літтю прийняття християнства, 15 липня 1888 року Дрентельн, об'їжджаючи війська на Володимирській гірці, раптово помер від апоплексичного удару. Розповідали, що смерть Дрентельна та її причини провістив чернець Преображенської пустині Паїсій, який за кілька хвилин до події розбив на цьому місці глек з вином.
Вже наступного дня Міська дума ухвалила рішення про спорудження на цьому місці пам'ятника, а поки він не з'явився, пам'ять генерал-губернатора увічнював хрест із козацьких списів. Пам'ятник — триметровий гранітний обеліск з позолоченим хрестом — був споруджений за проєктом Володимира Ніколаєва і мав з двох боків мармурові плити з пояснювальними написами. Був знесений більшовиками у 1919 році.